# Katarína Hasprová
Katarína Hasprová (Bratislava, Checoslovaquia, 10 de septiembre de 1972) es una cantante eslovaca, conocida por haber representado a su país en el Festival de la Canción de Eurovisión 1998.

## Biografía
Hasprová nació en Bratislava, Checoslovaquia (actual Eslovaquia), dentro de una familia musical. Su madre es una conocida actriz y cantante eslovaca, y su padre un director de teatro y televisión. Licenciada en música en la Academia de Música Janáček, Katarína dedica todo su tiempo al canto y al baile y ha actuado en diversas obras musicales clásicas, tales como West Side Story y Hair.

### Festival de la Canción de Eurovisión 1998
Katarína representó a su país en el Festival de la Canción de Eurovisión 1998, celebrado el 9 de mayo en la ciudad de Birmingham, Reino Unido. Interpretó la canción «Modlitba», posicionándose en el vigésimo primer puesto con tan solo los ocho puntos que les otorgó Croacia.